# Rod Laver Arena
De Rod Laver Arena is een tennisstadion dat deel uitmaakt van Melbourne Park. In het stadion wordt jaarlijks de Australian Open georganiseerd.
Het stadion, dat in 1985 gebouwd en in 1988 geopend werd, is sedert 2000 genoemd naar de Australiër en ex-tennisser (drievoudig Australian Open winnaar) Rod Laver.
Het stadion heeft 14.820 zitplaatsen en ontvangt anderhalfmiljoen bezoekers per jaar.
De Rod Laver Arena heeft een dak dat dicht kan schuiven. In het geval van de Australian Open is de temperatuur eerder dan regen reden om het dak te sluiten.
Naast het tennistoernooi wordt de Rod Laver arena gebruikt voor andere sportevenementen (worstelen sinds 2005; zwemmen in 2007) als ook culturele manifestaties (zoals ballet).